# James Bay (zpěvák)
James Bay (* 4. září 1990, Hitchin, Spojené království) je britský zpěvák, textař a kytarista. Vydal tři EP s názvy The Dark of the Morning (2013), Let It Go (2014) a Hold Back the River (2014). Jeho debutové album Chaos and the Calm vyšlo 25. března 2015. V roce 2015 obdržel cenu BRIT Award v kategorii Critic's Choice (cena kritiků).
Několikrát byl nominován na ceny MTV Awards a Grammy Awards.
Mezi jeho největší hity patří Best fake smile, Hold back the river, Let it go,  If You Ever Want To Be In Love , Chew of my heart, Give me the reason, a Smile.Jeho úplně nejznámější písní je singl US,který se objevil ve filmu After:Polibek.

## Diskografie
- Chaos and the Calm (2015)
- Electric Light (2018)
- Leap (2022)
- Changes All the Time (2024)